# Agrobom
Agrobom is een plaats (freguesia) in de Portugese gemeente Alfândega da Fé en telt 154 inwoners (2001).